# Кострова, Нелли Витольдовна
Нелли Витольдовна Кострова (1 января 1935 год, село Берёзовка, Буда-Кошелёвский район, Гомельская область, Белорусская ССР — 27 ноября 2009 года, Гомель, Белоруссия) — токарь завода «Гомсельмаш» Министерства тракторного и сельскохозяйственного машиностроения СССР, Гомель, Белорусская ССР. Герой Социалистического Труда (1971). Депутат Верховного Совета СССР 7-го созыва.

## Биография
Родилась в 1935 году в крестьянской семье в селе Берёзовка Буда-Кошелёвского района. Окончила среднюю школу в родном селе. С 1955 года — ученица-станочница, токарь-фрезеровщик на Гомельского заводе сельскохозяйственного машиностроения. С 1956 года принимала участие в освоении производства нового силосоуборочного комбайна СК 2,6. Неоднократно занимала передовые места заводском социалистическом соревновании. За выдающиеся трудовые достижения в годы Семилетки (1959—1965) была награждена Орденом «Знак Почёта». В 1966 году вступила в КПСС.
Досрочно выполнила личные социалистические обязательства и плановые производственные задания Восьмой пятилетки (1965—1970). Указом Президиума Верховного Совета СССР (неопубликованным) от 5 апреля 1971 года «за особые заслуги в выполнении заданий пятилетнего плана по развитию тракторного и сельскохозяйственного машиностроения и достижение высоких производственных показателей» удостоена звания Героя Социалистического Труда с вручением ордена Ленина и золотой медали Серп и Молот.
Избиралась депутатом Верховного Совета СССР 7-го созыва (1966—1970).
С 1972 года — инженер-технолог. В 1974 году окончила Белорусский политехнический институт.
Проработала на заводе до выхода на пенсию в 1990 году.
Проживала в Гомеле, где скончалась в ноябре 2009 года. Похоронена на кладбище «Южное-2» в посёлке Цагельня Гомельского района.
Награды
- Герой Социалистического Труда
- Орден Ленина
- Орден «Знак Почёта» (05.08.1966)